# SG Ordnungspolizei Litzmannstadt
SG Ordnungspolizei Litzmannstadt (celým názvem: Sportgemeinschaft der Ordnungspolizei Litzmannstadt) byl německý policejní fotbalový klub, který sídlil ve městě Litzmannstadt. Založen byl v roce 1940 po anexi polského města Łódź. Svůj poslední název nesl od roku 1941. Zanikl v roce 1945 po postupném ústupu německých vojsk z území města.
Největším úspěchem klubu byla čtyřletá účast v Gaulize Wartheland, jedné ze skupin tehdejší nejvyšší fotbalové soutěže na území Německa.

## Historické názvy
Zdroj: 
- 1940 – Polizei SV Litzmannstadt (Polizeisportverein Litzmannstadt)
- 1941 – SG Ordnungspolizei Litzmannstadt (Sportgemeinschaft der Ordnungspolizei Litzmannstadt)
- 1945 – zánik

## Získané trofeje
- Gauliga Wartheland ( 1× )
  - 1941/42

## Umístění v jednotlivých sezonách
Stručný přehled
Zdroj: 
- 1940–1941: Gauliga Wartheland
- 1941–1942: Gauliga Wartheland – sk. 2
- 1942–1944: Gauliga Wartheland

Jednotlivé ročníky
Zdroj: 
Legenda: Z - zápasy, V - výhry, R - remízy, P - porážky, VG - vstřelené góly, OG - obdržené góly, +/- - rozdíl skóre, B - body, červené podbarvení - sestup, zelené podbarvení - postup, fialové podbarvení - reorganizace, změna skupiny či soutěže
| Velkoněmecká říše (1940 – 1944) |                            |        |                                             |                                             |                                             |                                             |                                             |                                             |                                             |                                             |                                             |
| Sezóny                          | Liga                       | Úroveň | Z                                           | V                                           | R                                           | P                                           | VG                                          | OG                                          | +/-                                         | B                                           | Pozice                                      |
| 1940/41                         | Gauliga Wartheland         | 1      | Semifinále (prohra 0:4 s TSG Litzmannstadt) | Semifinále (prohra 0:4 s TSG Litzmannstadt) | Semifinále (prohra 0:4 s TSG Litzmannstadt) | Semifinále (prohra 0:4 s TSG Litzmannstadt) | Semifinále (prohra 0:4 s TSG Litzmannstadt) | Semifinále (prohra 0:4 s TSG Litzmannstadt) | Semifinále (prohra 0:4 s TSG Litzmannstadt) | Semifinále (prohra 0:4 s TSG Litzmannstadt) | Semifinále (prohra 0:4 s TSG Litzmannstadt) |
| 1941/42                         | Gauliga Wartheland – sk. 2 | 1      | 7                                           | 5                                           | 0                                           | 2                                           | 24                                          | 8                                           | +16                                         | 10                                          | 1.                                          |
| 1942/43                         | Gauliga Wartheland         | 1      | 18                                          | 9                                           | 1                                           | 8                                           | 33                                          | 35                                          | -2                                          | 19                                          | 4.                                          |
| 1943/44                         | Gauliga Wartheland         | 1      | 13                                          | 4                                           | 1                                           | 8                                           | 15                                          | 36                                          | -21                                         | 9                                           | 7.                                          |

Poznámky
- 1941/42: SG OrPo (vítěz sk. 2) ve finále zvítězil nad DSC Posen (vítěz sk. 1) celkovým poměrem 5:0 (1. zápas – 2:0, 2. zápas – 3:0).